# 卡马尔莱斯
卡马尔莱斯，是西班牙加泰罗尼亚塔拉戈纳省的一个市镇。总面积30平方公里，总人口2912人（2001年），人口密度97人/平方公里。